# Гилів
Гильов (словац. Hýľov) — село, громада в окрузі Кошиці-околиця, Кошицький край, Словаччина. Кадастрова площа громади — 23,86 км². Станом на 31 грудня 2016 року в селі мешкало 506 жителів.

## Історія
Перші згадки про село датуються 1318 роком.

## Географія
Протікає Миславський потік.

## Населення
| Рік:            | 1994. | 2004.   | 2014.    | 2024.    |
| --------------- | ----- | ------- | -------- | -------- |
| Кількість осіб: | 417   | 434     | 503      | 558      |
| Різниця:        |       | +4,07 % | +15,89 % | +10,93 % |

| Рік:            | 2023. | 2024.   |
| --------------- | ----- | ------- |
| Кількість осіб: | 556   | 558     |
| Різниця:        |       | +0,35 % |